# دنيس باور
دنيس باور (بالألمانية: Dennis Bauer)‏ هو مبارز بالسيف ألماني، ولد في 18 ديسمبر 1980 في كوبلنتس في ألمانيا.

## وصلات خارجية
- دينيس باور على موقع الاتحاد الدولي للمبارزة (الإنجليزية)
- دينيس باور على موقع الاتحاد الأوروبي للمبارزة (الإنجليزية)
- دينيس باور على موقع أوليمبيديا (الإنجليزية)